# Северная лейопельма
Северная лейопельма (лат. Leiopelma hochstetteri) — вид земноводных из семейства гладконогов. Видовое латинское название дано в честь австрийского географа и геолога Фердинанда Хохштеттера.
Общая длина достигает 3—4,7 см. Наблюдается половой диморфизм — самки крупнее самцов. По своему строению похожа на других представителей своего рода. Имеет вогнутые спереди и сзади позвонки. У самцов имеются мощные передние конечности. Задние конечности с частично развитой перепонкой. Заметные железы по бокам, на лапах и брюхе. Окраска коричневая, иногда с зеленоватым оттенком.
Любит лесную местность. Обитает в основном во влажной среде. Большую часть времени проводит на суше, хотя умеет хорошо плавать. Дышит через кожу. Встречается на высоте до 800 метров над уровнем моря. Днём прячется под камнями или среди растительности. Ночью питается насекомыми.
Половая зрелость наступает в 3—4 года. Это яйцекладущее земноводное. Спаривание, размножение и появление лягушат происходит на земле, а не в воде. Как и у других представителей рода из икринок выходят уже молодые лягушата.
Вид распространён на Северном острове Новой Зеландии.